# 佩列利斯基 (布羅德區)
49°57′31″N 25°9′13″E / 49.95861°N 25.15361°E
佩列利斯基（烏克蘭語：Переліски），是烏克蘭西部的村莊，隸屬利維夫州的佐洛奇夫區。該村始建於600年，面積0.8平方公里，海拔高度288米，2001年人口212，人口密度每平方公里265人。